# Анисимов, Николай Яковлевич
Николай Яковлевич Анисимов (1793 — не ранее 1835) — русский архитектор. 

## Биография
Родился 1 (12) декабря 1793 года. В 1803 году принят в 
Императорскую академию художеств. За время обучения получил малую (1813) и большую (1815) серебряные медали. В 1815 году окончил курс с аттестатом I степени. 
Служил сперва помощником архитектора при гоф-интендантской конторе (1815—1817), затем — чертёжником в незадолго перед этим созданном Комитете строений и гидравлических работ (1817—1822) и, наконец, архитектором при Кабинете Его Величества (1822—1835).
На этой последней должности был занят, в частности, составлением инвентарей с планами и фасадами подведомственных Кабинету зданий. Как самостоятельный архитектор-проектировщик, вероятно, работал мало, упоминается лишь его участие в постройке одной из церквей, подведомственных Александро-Невской лавре. 30-го апреля 1835 года (по старому стилю) вышел в отставку.